# Diplodactylidae
Diplodactylidae (лат.) — семейство чешуйчатых подотряда гекконообразных. Обитают в Австралии, Новой Зеландии и Новой Каледонии.

## Классификация
По данным Reptile Database на март 2024 года в семействе насчитывается 192 вида, объединяемых в 22 рода:
- Amalosia
- Bavayia — Бавайи
- Correlophus
- Crenadactylus — кренадактилюсы[2]
- Dactylocnemis
- Dierogekko
- Diplodactylus — диплодактилюсыtypus
- Eurydactylodes — эвридактилодесы
- Gigarcanum
- Hesperoedura
- Hoplodactylus — живородящие новозеландские гекконы
- Lucasium — люказиумы[3]
- Mniarogekko
- Mokopirirakau
- Naultinus — новозеландские зелёные гекконы, или новозеландские дневные гекконы
- Nebulifera
- Oedodera
- Oedura — бархатные гекконы, или жирнохвостые гекконы, или эдуры
- Paniegekko
- Pseudothecadactylus — псевдотекадактилюсы[4]
- Rhacodactylus — новокаледонские гекконы, или гекконы-бананоеды
- Rhynchoedura — ринхёдуры[5]
- Strophurus
- Toropuku
- Tukutuku
- Woodworthia